# Pedro Nieto Antúnez
Pedro Nieto Antúnez (Ferrol, 18 de agosto de 1898-Madrid, 6 de diciembre de 1978) fue un marino y político español, ministro de Marina durante el franquismo (1962-1969).

## Biografía

### Formación
Ingresó en la Escuela Naval de San Fernando a los 16 años, finalizó sus estudios como alférez de navío el 4 de diciembre de 1918 y, destinado a la Escuadra, tomó parte en la guerra del Rif. En octubre de 1923, recibió orden de embarcar en el Extremadura. En 1931 obtuvo el diploma de la Escuela de Guerra. Cuando estalló la guerra civil española, en julio de 1936, era tercer jefe del Polígono de Tiro Janer de Marín, con la graduación de capitán de corbeta.
Durante el mencionado conflicto, fue segundo comandante del acorazado España (ex-Alfonso XIII) y participó en las operaciones que tuvieron lugar en el Cantábrico hasta el hundimiento de dicha nave el 30 de abril de 1937 tras impactar con una mina a tres millas de Galizano (Cantabria). Puesto al mando del crucero auxiliar Mar Cantábrico, intervino en el bloqueo del Mediterráneo hasta 1938, obteniendo la Medalla Militar Individual, máxima condecoración después de la cruz Laureada de San Fernando.
En 1944 fue designado comandante del crucero Galicia y en 1946 pasó a ser ayudante del jefe del Estado. Cuatro años después, con el grado de contralmirante, ya era segundo jefe de la Casa Militar del general Francisco Franco. En 1957, ascendido a almirante, desempeñó la comandancia general de la Flota siendo decisiva su intervención, al mando de esta, en la guerra de Ifni-Sahara en los territorios del Sáhara español e Ifni. La flota efencuó bombardeos de costa y apoyó a las unidades terrestres sitiadas por el enemigo. El 7 de diciembre de 1957,la flota al mando de Antúnez compuesta por el crucero Canarias, el crucero Méndez Núñez y los cinco destructores  Churruca Almirante Miranda, Escaño, Gravina y José Luis Díez de la Clase Churruca realizó una demostración de fuerza para intimidar al Gobierno de Marruecos. Se apostaron en zafarrancho de combate frente al puerto de Agadir y apuntaron con sus piezas diversos objetivos de dicho puerto, sin disparar, contra la ciudad.
En 1960, fue nombrado subsecretario de la Marina Mercante. Su apogeo personal lo alcanzó el 10 de julio de 1962, cuando Franco lo integra en el Gobierno como Ministro de Marina, en substitución del almirante Felipe José Abárzuza Oliva, puesto que ocupó hasta 1969.

### Un ambicioso programa naval
Apenas nombrado ministro en 1962, Nieto Antúnez presentó un programa naval que se podría calificar cuanto menos de ambicioso. Dicho programa incluía la construcción de unos 150 buques: 2 portaaviones, 2 cruceros lanzamisiles, 8 destructores, 12 fragatas oceánicas, 28 fragatas ligeras, 8 submarinos, más decenas de dragaminas, buques auxiliares y transportes.
Al parecer, el ministro sabía perfectamente que tal programa, valorado en más de 70.000 millones de pesetas (unos 1.100 millones de dólares de la época), era imposible de ejecutar y no creyó en ningún momento que fuera posible su aprobación. Pero quería despertar la inquietud en el Gobierno ya que pensaba que había llegado el momento de modernizar la flota aprovechando el crecimiento económico por el conocido como "milagro económico español" y superar el retraso que la Armada sufría desde hacía mucho tiempo, aprovechando un momento en que la situación económica del país experimentaba cierta mejora.
La cosa no le salió del todo mal al almirante y, en 1963, resultó aprobado un “mini-plan” mucho más sensato que comprendía la adquisición de un crucero ligero y 5 fragatas similares a la clase Leander británica. Sin embargo, el gobierno laborista de Harold Wilson rechazó la venta de las fragatas al régimen de Franco, a pesar de las pérdidas que ello suponía para la industria naval británica, lo que fue motivo de que España fabricase por su cuenta dichas naves, basadas en un modelo estadounidense.
Finalmente, el 17 de noviembre de 1964, Nieto Antúnez, logró por fin que le aprobaran un Plan de Construcciones Navales que comprendía, en primer lugar, la modernización de los destructores Marqués de la Ensenada y Roger de Lauria, pertenecientes a la problemática clase Oquendo y aún no acabados. Ambos buques fueron completamente reconstruidos y equipados con 6 piezas de 127 mm., junto con armas antisubmarinas y sensores estadounidenses, pero conservaron las turbinas Rateau Bretagne de muy mal rendimiento. También se habilitaron los fondos para conseguir un portahelicópteros en los EE. UU., que al cabo sería un navío de la clase Independence, el USS Cabot (CVL-28) rebautizado con el nombre de Dédalo, en recuerdo del portahidroaviones español del mismo nombre de la década de 1920.
Además, el nuevo plan incluía la construcción de varias unidades nuevas: 8 fragatas del tipo DEG-7 norteamericano (modificación de la clase Knox con el añadido de un lanzador de misiles antiaéreos Mk-22 como la clase Brooke) y 5 submarinos, basados en los Daphné franceses.
El programa importaba dos fases. En la primera se destinaban los fondos –unos 10 000 millones de pesetas- para la modernización de los 2 destructores, para la adquisición del Dédalo y para la construcción de 5 fragatas (las F-70 clase Baleares: Baleares, Andalucía, Cataluña, Asturias y Extremadura) y 2 submarinos tipo Daphné (los primeros de la clase Delfín: S-61 Delfín y S-62 Tonina). Para las otras 3 fragatas y los 3 submarinos restantes, aunque se programaba su construcción, no se habilitaba por el momento crédito alguno, dejándolo para más adelante. Pero, las dificultades presupuestarias hicieron que posteriormente se cancelaran las que hubieran sido fragatas F-76, F-77 y F-78. En junio de 1970, solo se pudieron ordenar 2 de los 3 submarinos originalmente planeados, que serían el S-63 Marsopa y el S-64 Narval.
Pero, para ese entonces Nieto Antúnez ya no era ministro de Marina, pues había cesado en dicho cargo en octubre de 1969, siendo reemplazado por Adolfo Baturone Colombo. Nieto Antúnez estaba considerado una persona de confianza tanto de Franco como del subsecretario de la Presidencia y futuro presidente del Gobierno, almirante Luis Carrero Blanco.

### Últimos años
Ya retirado de la Marina, Nieto Antúnez fue presidente de la Compañía Transmediterránea. En 1973, al ser asesinado Carrero Blanco, su nombre apareció como candidato a sucederle. Sin embargo, el general Franco escogió finalmente a Carlos Arias Navarro para que fuera el nuevo presidente del Gobierno.